# Carena de Cal Roig
La Carena de Cal Roig és una serra situada al municipi de Castellnou de Bages, a la comarca catalana del Bages, amb una elevació màxima de 474 metres.